# Lechosław Olsza
Lechosław Olsza (ur. 28 lutego 1949 w Sosnowcu) – polski piłkarz, pomocnik i trener. 
Przez wiele lat – w różnych rolach – związany z GKS Katowice. Grał w tym klubie w pierwszej lidze, był kierownikiem drużyny, a także trenerem pierwszego zespołu. Największy sukces odniósł jednak jako piłkarz GKS Tychy – w 1976 roku zdobył tytuł wicemistrza Polski. W tym samym roku trafił do kadry seniorów.
W reprezentacji Polski zagrał 2 razy, za kadencji Kazimierza Górskiego. Debiutował 6 maja 1976 roku w meczu z Grecją, drugi raz w reprezentacyjnej koszulce wybiegł na boisko kilka dni później.
Mąż Barbary Kral-Olszy, ojciec Aleksandry Olszy.